# انانتور
انانتور (به انگلیسی: Anantavur) یک منطقهٔ مسکونی در هند است که در کرالا واقع شده‌است.

## خصوصیات
انانتور ۱۷٬۴۷۰ نفر جمعیت دارد.